# バルセロナ、天使のセックス
『バルセロナ、天使のセックス』（ - てんしのセックス、El sexo de los ángeles）は2012年のスペイン・ブラジルの恋愛映画。監督はハビエル・ビリャベルデ、出演はアストリッド・ベルジュ＝フリスベ、アルバーロ・セルバンテス、ヨレンス・ゴンサレスなど。1組の若い異性愛カップルとバイセクシャルの青年による三角関係を描いている。
日本では劇場未公開だが、DVDが発売されている。

## ストーリー
スペイン・バルセロナ。地元誌の編集部でカメラマンとして働くカルラは恋人のブルーノと同棲している。ある日、ブルーノはふとしたことから知り合ったストリートダンサーの青年ライと親しくなる。実はライはバイセクシャルで、ライにキスされたことをきっかけにブルーノはライと肉体関係を結び、離れがたい仲となる。ブルーノはライを友人としてカルラに紹介していたのだが、ある日、カルラはブルーノとライがジムのシャワールームで愛し合っている姿を目撃してしまう。激しいショックを受けたカルラがブルーノを部屋から追い出すと、ブルーノはライと暮らすようになる。しかし、カルラもブルーノも互いを愛する気持ちに変わりがないことから、しばらくして2人は復縁し、カルラはブルーノとライの関係を黙認することになる。ライの存在を認めつつもライに対して反感を抱いていたカルラだったが、ライと2人だけで話す機会を得ると、ライの常識にとらわれない自由な生き方に魅了される。その後は3人で出かけることも多くなり、カルラとライは友人として親しくなる。それでも、カルラはブルーノがライと愛し合う姿を見ることには耐えられない。ライに対して複雑な感情を抱くカルラは、ある夜、ふとしたことからライと肉体関係を持ってしまう。カルラとライは自分たちの関係をブルーノに隠すが、カルラがブルーノもライも同じように愛しているのと同様に、ライもカルラとブルーノを等しく愛していることから、ライはカルラとブルーノのためにバルセロナを去ることを決める。ライの急な決断にカルラもブルーノも慌てる。そして、その動揺からカルラとライの関係にブルーノが気付いてしまう。ショックを受けたブルーノを残し、カルラはライと共にライの親友で田舎で療養生活を送っているマリアの家で暮らすことになる。そこにブルーノが現れる。ブルーノとカルラは2人だけで話し合い、自分たち2人にとってライが大切なかけがえのない存在であることを確認しあう。そんな2人を残し、ライは身を引こうとして旅立つが、そこにブルーノとカルラが駆けつけて引き止める。こうして3人は互いに等しく愛し合う関係として共に暮らすことになる。

## キャスト
- カルラ: アストリッド・ベルジュ＝フリスベ - 地元誌の女性カメラマン。
- ライ: アルバーロ・セルバンテス（スペイン語版） - 空手のコーチ。ダンサー。
- ブルーノ: ヨレンス・ゴンサレス（スペイン語版） - カルラと同棲中の恋人。学生。
- マルタ: ソニア・メンデス - カルラの同僚で親友。
- カルラの母: ルイーザ・カステル - 夫の浮気に気付いていない振りをしている。
- マリア: ジュリエッタ・マロッコ - ライの親友。薬物中毒。

## 評価
2012年4月に行なわれた第15回マラガ・スペイン映画祭において、ライ役のアルバーロ・セルバンテスが助演男優賞を、またセルジ・ガリャルドが撮影賞を受賞している。